# Sonchamp
Sonchamp – miejscowość i gmina we Francji, w regionie Île-de-France, w departamencie Yvelines.
Według danych na rok 1990 gminę zamieszkiwały 1443 osoby, a gęstość zaludnienia wynosiła 31 osób/km² (wśród 1287 gmin regionu Île-de-France Sonchamp plasuje się na 561. miejscu pod względem liczby ludności, natomiast pod względem powierzchni na miejscu 4.).